# Tyranneau du Chocó
Zimmerius albigularis
Ne doit pas être confondu avec Tyran du Choco.
Espèce
Synonymes
- Zimmerius chrysops albigularis
- Tyranniscus chrysops albigularis[1]

Statut de conservation UICN

 LC  : Préoccupation mineure
Le Tyranneau du Chocó (Zimmerius albigularis), parfois orthographié Tyranneau du Choco, est une espèce de passereaux de la famille des Tyrannidae,,.

## Distribution
Cet oiseau vit au sud-ouest de la Colombie (département de Nariño) et à l'ouest de l'Équateur (vers le sud jusqu'au sud-ouest de la province du Guayas),,.

## Systématique
Cette espèce est monotypique selon la classification de référence du Congrès ornithologique international (version 9.1, 2019). Il a été séparé du Tyranneau à face d'or (Zimmerius chrysops) à la suite des travaux de Frank E. Rheindt et al., publiés en 2008, modification reprise par la suite par le Congrès ornithologique international. Malgré tout, certaines sources le considèrent encore comme une sous-espèce de Zimmerius chrysops sous le nom de Zimmerius chrysops albigularis,,.